# البتراء (العراق)
البتراء بلدة عراقية تقع في محافظة الأنبار وتبعد 25 كلم غربي جنوب العاصمة العراقية.